# David Cronenberg
David Paul Cronenberg (Toronto, 15 de marzo de 1943), conocido como David Cronenberg, es un director de cine y guionista canadiense. Junto a John Carpenter y Wes Craven, se le ha llegado a considerar dentro de un grupo denominado de "las tres C" del cine de horror contemporáneo.
Es uno de los principales exponentes de lo que se ha denominado "horror corporal" el cual explora los miedos humanos ante la transformación física y la infección. Inaugura y abandera el concepto de la "nueva carne", eliminando las fronteras entre lo mecánico y lo orgánico. En sus películas usualmente se mezcla lo psicológico con lo físico y su obra se ha desarrollado desde los años 1960 hasta la actualidad. En la primera mitad de su carrera exploró estos temas en el género fantástico, principalmente a través del horror y de la ciencia ficción, aunque posteriormente se ha extendido más allá de estos géneros. Algunas de sus obras más conocidas, algunas consideradas películas de culto, son Shivers (1975), The Brood (1979), Scanners (1981), Videodrome (1983), The Dead Zone (1984), The Fly (1986), Naked Lunch (1991), eXistenZ (1999), A History of Violence (2005), Eastern Promises (2007) o Cosmopolis (2012).
Ha sido nombrado Caballero (1990) y Oficial (1997) de la Orden de las Artes y las Letras de Francia, doctor honoris causa por la Universidad de Toronto (junio de 2001) y Oficial de la Orden de Canadá (2002). En 2006 recibió el premio Carroza de Oro del Festival de Cannes por el conjunto de su trayectoria. A lo largo de su trayectoria ha obtenido 70 premios, y 81 nominaciones por sus películas

## Biografía

### Primeros años

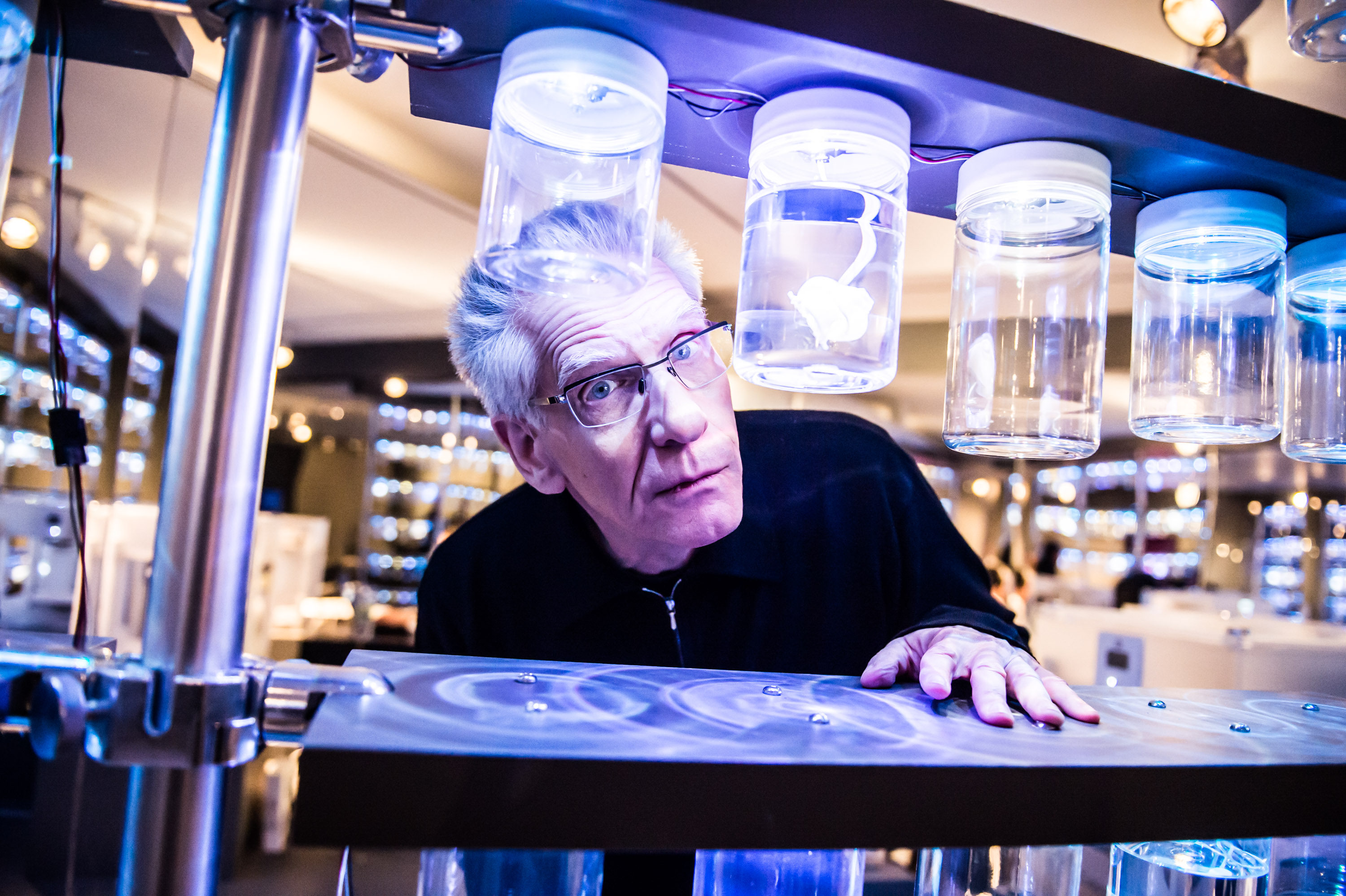
David Cronenberg (2013)

Nació en Toronto en el seno de una familia de inmigrantes judíos provenientes de Lituania. Su padre, Milton Cronenberg, era escritor, editor y periodista. Su madre, Esther Sumberg, era pianista. Cronenberg creció rodeado de libros, en una familia culta y amante de las artes. Se crio en la comunidad hebrea de Toronto, en donde conoció a Ivan Reitman, futuro director y productor de sus primeras películas. Asistió al Harbord Collegiate Institute en su juventud y luego se graduó de la carrera de literatura en la Universidad de Toronto. Ha citado a William S. Burroughs, cuya obra Naked Lunch adaptó para el cine, y a Vladimir Nabokov como sus influencias.

"Nunca fui a una escuela de cine. Soy un autodidacta. Tienes que ver películas. Es increíble la cantidad de gente que quiere ser director y no ve películas. Necesitas una cultura profunda y no solo de cine, sino en general."
David Cronenberg (Diario El País, 2011) 

### Director de cine
En 1965, con veintidós años, Cronenberg tenía intereses en las artes y la literatura pero no encontraba su vocación. Tras ver la película Winter Kept Us Warm de David Secter, rodada prácticamente sin presupuesto entre un grupo de amigos de su mismo entorno, vio las posibilidades del medio para alguien como él. 

"Lo primero que hice fue a mitad de mis veinte, en Toronto, no teníamos acceso al mundo de hacer cine tal y como tenía Spielberg. Nos inspiró la escuela underground de Nueva York y la primera película que hice que fue sobre un psiquiatra y sus pacientes. Fue rodada con una cámara Aureiceon. El sonido fue grabado con una negra (grabadora)."
David Cronenberg (Diario El País, 2011) 

Después de dos cortometrajes, Transfer (1966), en el que un paciente y su doctor conversan durante 7 minutos, y From the Drain (1967), en el que dos excombatientes conversan en una bañera, comenzó su trayectoria haciendo largometrajes.

"Realmente pensé que de mayor sería científico, no cineasta. Y luego, cuando comencé a interesarme por la escritura, pensé que tal vez sería como Isaac Asimov, que era un escritor de ciencia ficción, pero también era científico, y que así podría hacer ambas cosas. Así que ha sido algo natural. Esa era la forma en la que exploraba el mundo cuando era niño, y a medida que crecí, tuve la misma fascinación por la ciencia, y nuestra comprensión de lo que es ser humano es la base de ello".
David Cronenberg (eldiario.es, 22-09-2022) 

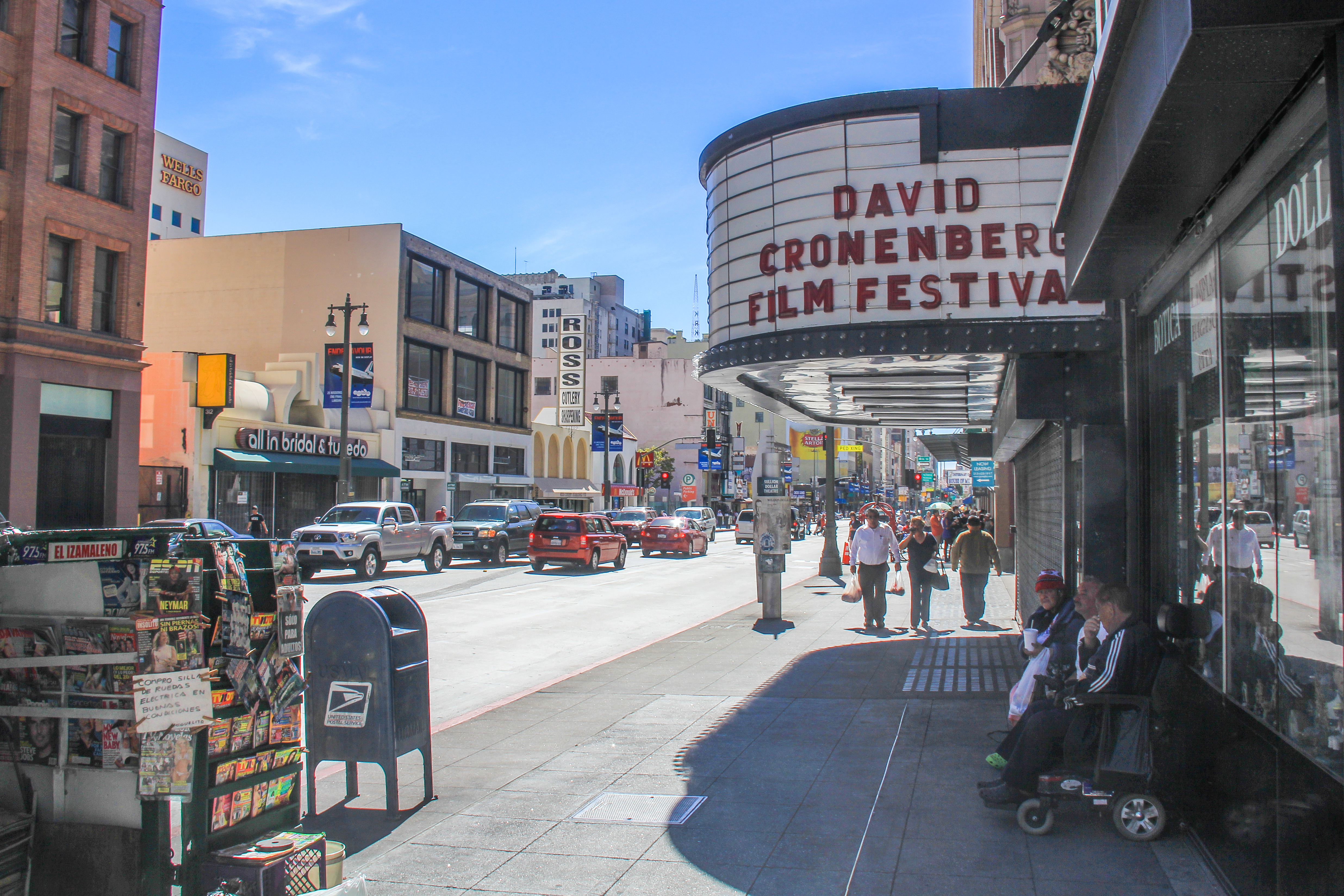
Retrospectiva dedicada a David Cronenberg en Broadway (2014)

Sus dos primeros trabajos son de carácter experimental: Stereo (1969), en blanco y negro, y Crimes of the Future (1970) en color. En ambos el director se asoció con Ivan Reitman para producir sus filmes llegando a obtener financiación del gobierno canadiense. El director definió Stereo, con una estética similar a la ofrecida por Ingmar Berman en Persona (1966), como "una investigación de la incapacidad de la sexualidad corriente." Crimes of the Future por su parte aborda los mismos temas, la experimentación científica, la degeneración del cuerpo y la sexualidad o la búsqueda del placer, en una trama que muestra un mundo sin mujeres con la pederastia como solución para el mantenimiento de la especie.

"De nuevo, Cronenberg presenta otro extraño puzzle donde muchas de las piezas están ordenadas sin ningún sentido concreto, más allá de provocar incomodidad y desagrado en el espectador. Así que otra vez nos encontramos con imágenes muy poderosas y escenas muy sugerentes, pero aisladas en un conjunto absurdo, repetitivo y muy mal editado. Cronenberg es todavía demasiado torpe, y se pierde al poner en la pantalla sus ideas, importándole muy poco cómo casan juntas."
Juan Luis Caviaro (EspinOf, 2010) 

Su tercera película fue Shivers (1975), con un presupuesto de 200.000 dólares obtuvo un gran éxito en taquilla pero muy malas críticas que la catalogaron como una película gore en la que abundaba el sexo gratuito. Durante su carrera la obra de Cronenberg ha seguido una progresión definida por un movimiento del mundo social a la vida interior. En sus primeras cintas como en Shivers o Rabid la temática muestra cómo experimentos científicos modifican cuerpos humanos cuyo resultado era la alteración del sistema social. Cronenberg ha dicho que sus películas deberían ser vistas "desde el punto de vista de la enfermedad", lo cual se ejemplifica claramente en los personajes de Shivers después de que han llegado a infectarse con los parásitos anárquicos.

"Aunque puede verse como una simple película de terror, lo cierto es que Cronenberg plantea una interesante y desasosegante variación de La invasión de los ladrones de cuerpos o La noche de los muertos vivientes en la que la infección parece ser lo deseable, viendo la felicidad que muestran los "zombies".(...) los parásitos resultan repugnantes y antes de transformarte puede que seas agredido por todo tipo de personas, algunas no especialmente atractivas... pero después podrás disfrutar de una vida libre y plena, según la visión del director, que parece dar a entender que antes de caer en la antinatural represión hipócrita de la clase acomodada es preferible pasarse al bando de los enfermos y los locos."
Juan Luis Caviaro (EspinOf, 2010) 

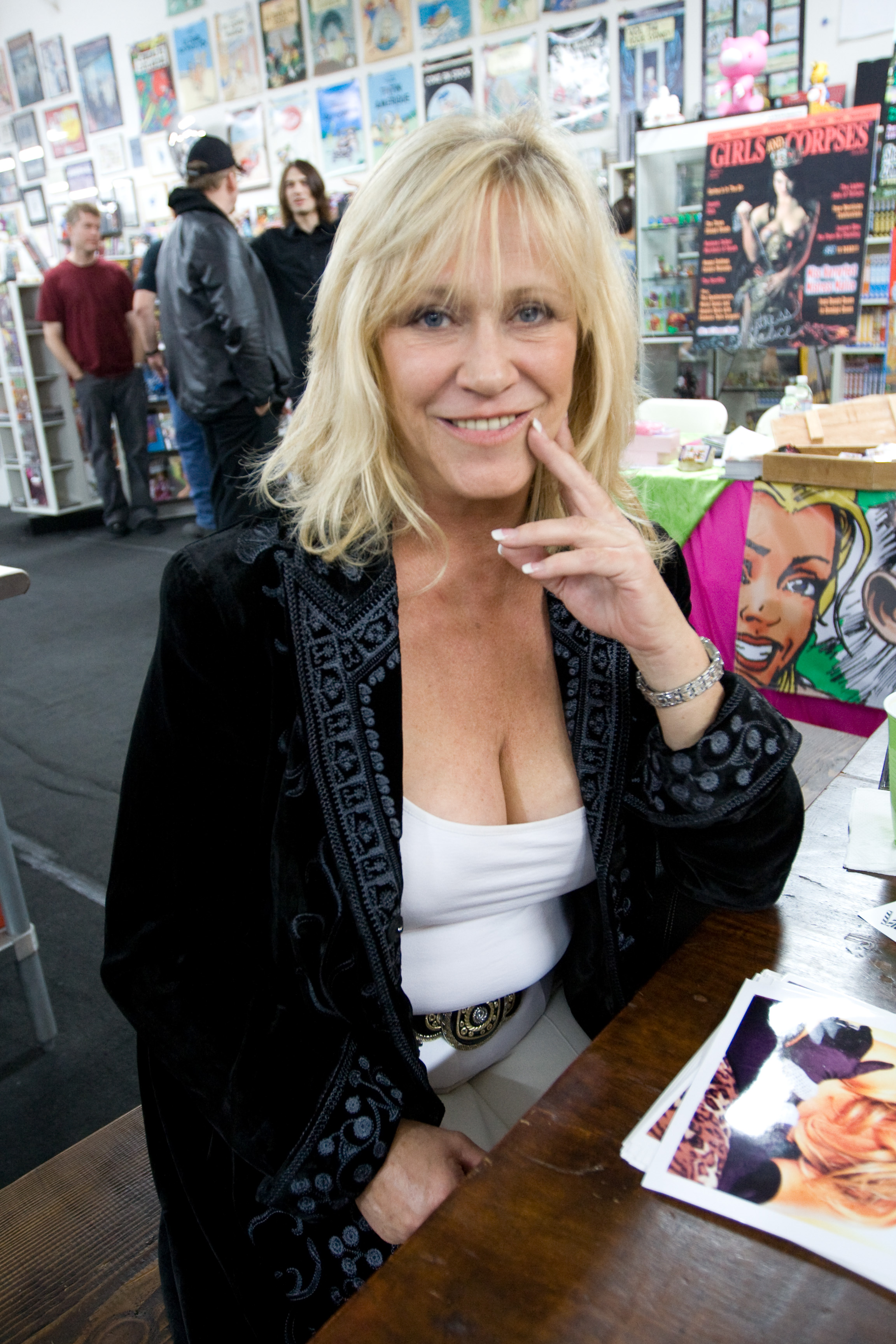
La actriz Marilyn Chambers

Rabid (1977) explotó el insospechado talento en la actuación de la estrella porno Marilyn Chambers. Cronenberg había elegido inicialmente para el papel a una joven desconocida llamada Sissy Spacek. Con un presupuesto de 500.000 dólares, y nuevamente contando con financiación púbica, tras su distribución internacional esta cinta de terror resultó una revelación y sus dos siguientes películas de horror ganaron un apoyo más sólido. La trama muestra como una mujer tras someterse a una operación de cirugía tras un accidente de tráfico necesita sangre para sobrevivir. Sus víctimas se transforman en una suerte de zombis ávidos de sangre que, paulatinamente, expanden la epidemia.

"A pesar del escaso presupuesto, el proyecto era ambicioso, el equipo tenía ganas y se hizo lo que se pudo para mostrar, de forma convincente, cómo sería el estallido de una verdadera y mortal epidemia, así como las respuestas de los organismos oficiales para tratar de controlarla."
Juan Luis Caviaro (EspinOf, 2010) 

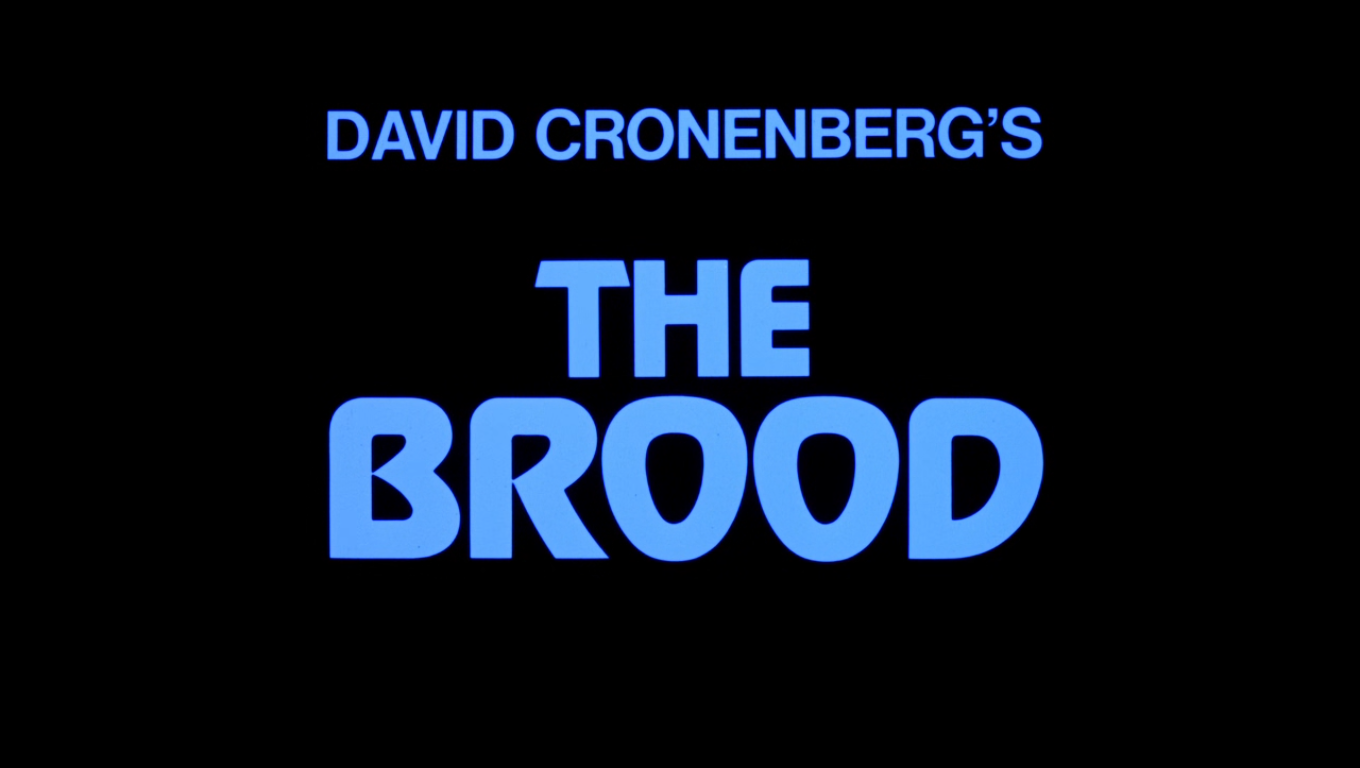
Título de The Brood (1979)

El cantante de ópera chino Shi Pei Pu

Su siguiente proyecto fue una película que se alejó de su trayectoria previa y que reflejaba su interés por las carreras de automóviles y las pandillas de motociclistas: Fast Company (1979). Trabajo de encargo, que el realizador admitió abiertamente que aceptó como medio para sostener a su familia, sirvió para poder realizar tres meses después la película que realmente le interesaba ejecutar pero cuya preproducción había quedado atascada por falta de financiación: The Brood (1979). Considerada la más contundente, inquietante y retorcida de sus obras hasta la fecha, en su trama se mezcla el terror, los efectos de siniestros experimentos y el drama familiar que algunos críticos han vinculado a la situación personal del director que entonces estaba en trámites de divorcio de su primera mujer. Tuvo problemas con la censura de Canadá, volvió a ser bien acogida en taquilla y a tener malas críticas.

"Para mí el arte nunca puede ser terapéutico. Pero, ¿quien soy yo para saber qué sana el alma de otra persona?. Tampoco creo que deba ser perturbador de por sí(...) depende de qué clase de persona seas y qué te perturba. No pienso mucho en qué provocan mis películas. Las hago para mí y luego invito al público a disfrutarlas. Cuando empiezo un largometraje, no tengo un plan ni sé dónde me va a llevar. Me hace feliz trabajar con los actores(...). Sin embargo, cuando llega el montaje, te puedes sorprender. Incluso con el filme rematado estás contento y al enseñarla fracasas. No sirvo para aprender en el proceso de hacer una película. Te ofrecen opciones, tú escoges y poco más: a veces aciertas, otras, no".
David Cronenberg (Diario El País, 2011) 

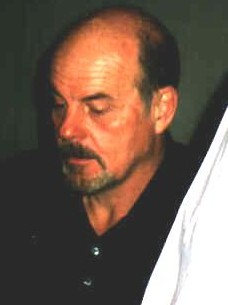
El actor Michael Ironside

Scanners (1981), película que obtuvo numerosos premios en festivales de cine fantástico, muestra en su trama como un plan diseñado por una corporación para realizar modificaciones genéticas a mujeres embarazadas dan como resultado el nacimiento de seres telépatas con poderes telequinéticos. Con un reparto encabezado por Michael Ironside la mezcla géneros como el terror, el cine de acción, la ciencia ficción o el suspense fue bien acogida por el público que la convirtió en la más taquillera de su trayectoria. Dio lugar también a una serie de secuelas en las que Cronenberg no participó más allá de la propia creación de los personajes: Scanners II: The New Order (1991), Scanners III: The Takeover (1991), Scanner Cop (1994) y Scanner Cop 2 (1995).

"Para que un drama funcione debe de haber algo que vaya mal, tiene que existir el conflicto, no siempre físico. Puede que sí, que de fondo siempre hable de enfermedades, si consideras el crimen como una enfermedad. No veo mi carrera con perspectiva, no tengo esa capacidad de análisis".
David Cronenberg (Diario El País, 2011) 

En 1983 ven la luz dos influyentes películas de la trayectoria de Cronenberg: Videodrome y The Dead Zone. Videodrome, considerada por algunos críticos su obra maestra y protagonizada por James Woods, Sonja Smits y Deborah Harry, es una película de ciencia ficción que muestra la progresiva pérdida de cordura del director de un pequeño canal de televisión tras interceptar la emisión de un programa que muestra formas extremas de violencia y tortura que, como consecuencia, le generan extrañas y violentas alucinaciones. Distribuida por Universal Pictures en Estados Unidos, con la condición de obtener la califición R para lo que realizó un montaje que hacía incomprensible la trama, tuvo una pobre recepción en taquilla. Tras realizar un nuevo montaje para su distribución doméstica se consideró muy pronto un título de culto, un clásico del cine fantástico y una de las películas básicas en alertar sobre la influencia de la tecnología en el ser humano.

"Videodrome fue una película que se rodó demasiado rápido. Fue una época maravillosa, a nivel fiscal, en el cine canadiense ya que tenías el dinero de la película antes incluso que el guión. Todo eso ha desaparecido ahora. Así que el rodaje fue desorganizado porque hubo ocasiones en las que estaba listo para filmar una escena en la que los efectos especiales, en realidad, no estaban preparados."
David Cronenberg (Esquire, 2015) 

La adaptación de la novela de Stephen King The Dead Zone (1983), protagonizada por Christopher Walken, Tom Skerritt y Martin Sheen, obtuvo el Premio Saturn a la mejor película de terror del año. La trama se centra en un maestro de escuela, Johnny Smith (Christopher Walken), quien después de despertar de un coma descubre que ha desarrollado poderes mentales. A partir de este trabajo Cronenberg, en la mayoría de sus títulos posteriores, ha adaptado a la gran pantalla obras de otros autores. Con un presupuesto estimado de 10 millones de dólares obtuvo 20 millones de recaudación en taquilla.

"Me involucré con The Dead Zone de Stephen King que era más un proyecto de estudio respecto a mi trabajo anterior. Se habían escrito cinco guiones, uno de ellos por el mismo Stephen King, y francamente no pensé que su guion fuera el mejor de todos. De hecho pensé que si hacía su guión la gente me mataría por traicionar su novela. Creo que lo que pasó es que solo quería probar otras cosas. No estaba interesado solo en hacer novelas así que lo cambió bastante. Hasta el punto en que se parecía menos a la novela que al guión de Jeffrey Boam que, en realidad, era más fiel. Entonces comencé a trabajar con Jeffrey Boam y comencé a disfrutar mucho el proceso de trabajar en el guion con otras personas".
David Cronenberg (lareviewofbooks.org, 2012) 

The Fly (1986), nueva versión de la película de 1958 La mosca dirigida por Kurt Neumann, está protagonizada por Jeff Goldblum, Geena Davis y John Getz y ofrece un cambio de perspectiva temática: es el científico el que resulta alterado por su experimento. En la trama el protagonista descubre que ha sido genéticamente fusionado con un insecto, tras lo cual el personaje en lugar de pensar "Mi telepod se ha descompuesto" podría decir "Mi telepod se ha transformado en un empalmador genético". Desde esta película Cronenberg no ha vuelto a trabajar dentro del sistema de grandes estudios y de altos presupuestos de Hollywood aunque sí ha recibido ocasionales propuestas. En algún momento fue considerado por George Lucas como un posible director para la película Star Wars: Episode VI - Return of the Jedi (inicialmente ofrecida a David Lynch) pero finalmente fue desestimado. Posteriormente trabajó por casi un año en una adaptación de Total Recall (1990), dirigida finalmente por Paul Verhoeven, pero desistió después de "diferencias creativas" con los productores Dino de Laurentiis y Ronald Shusett. A fines de la década de 1990 se anunció a Cronenberg como director de Basic Instinct 2, secuela de otra película de Paul Verhoeven, pero se retiró del proyecto tras desavenencias con la productora y protagonista Sharon Stone.

"He estado interesado en varias películas. Una fue Confesiones de una mente peligrosa, que acabó dirigida por George Clooney, y otra fue Never Let Me Go, con Keira Knightley. Las dos películas hubieran sido muy distintas si yo las hubiera dirigido. También me habría apetecido Desafío total."
David Cronenberg (Diario El País, 2011) 

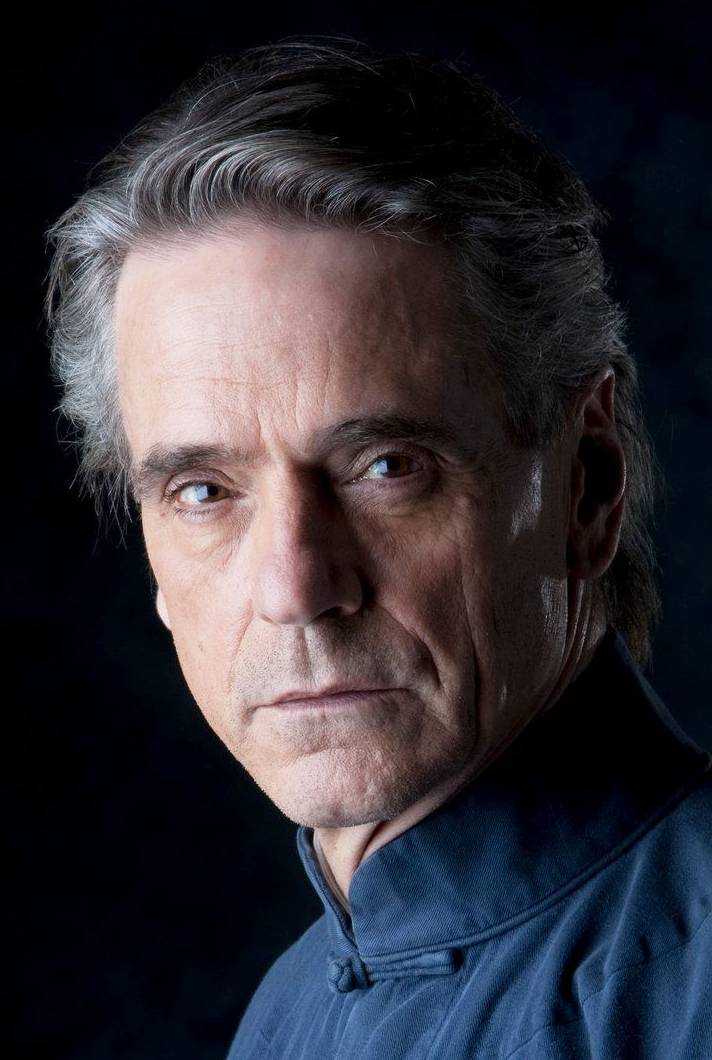
El actor Jeremy Irons

Este periodo concluye con un oscuro thriller, Dead Ringers (1988), considerada una de sus mejores obras. La trama se centra en un par de ginecólogos gemelos que viven íntimamente vinculados, a un grado donde la individualidad de cada uno se diluye, en medio de su adicción a las drogas. Adaptación de la novela publicada en 1977 Gemelos (Twins) escrita por Bari Wood y Jack Geasland sus protagonistas son Jeremy Irons, encarnando un doble papel, y Geneviève Bujold. En 2020 se anunció una nueva versión para televisión interpretado por Rachel Weisz.

"Mi director de fotografía desde Inseparables (1988), Peter Suschitzky, dice que mi cine es cada vez más simple... Supongo que cada vez entiendo mejor lo que necesito rodar, y no me encuentro situaciones inesperadas en el montaje. En otras palabras: soy más eficiente, me siento más seguro de lo que hago y, al final, gasto menos dinero en el rodaje".
David Cronenberg (20minutos.es, 2011) 

A lo largo de su segunda etapa se encuentran películas que progresivamente abandonan el terror y la ciencia ficción convencional para adentrarse en otros géneros manteniendo su seña de identidad como realizador y guionista. Naked Lunch (1991), M. Butterfly (1993), eXistenZ (1999) o Spider (2002), muestran temáticas de exploración psicológica del individuo a menudo contrastando realidades subjetivas y objetivas.

"En primer lugar, se trata de un realizador autodidacta, cuyo estilo sufre una constante evolución. En segundo lugar, su arte es instintivo. Esto no indica una ausencia de reflexión, sino un lenguaje que maneja un concepto del cine como medio de introspección, de aprendizaje e incluso de catarsis. Por ello encontraremos frecuentes ambigüedades y contradicciones en su cine, no sólo ideológicas (motivadas más bien por la indefinición común a la idiosincrasia canadiense), sino también de sentido, expresada en esa continua atracción-repulsión hacia el concepto de cambio, esa perenne obsesión por mostrar ambas caras de una misma moneda".
José Manuel González-Fierro Santos (David Cronenberg, la estética de la carne, 1999) 

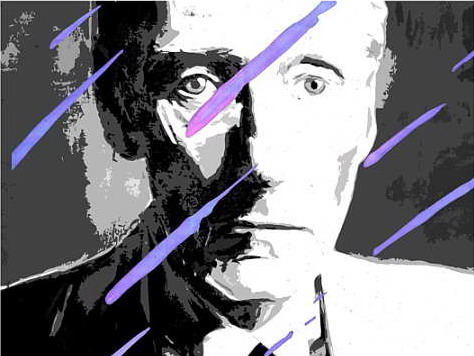
El escritor William S. Burroughs

Naked Lunch (1991) marca un punto de inflexión en la trayectoria del realizador. Tomando como base la novela homónima escrita por William S. Burroughs publicada en 1959, considerada por la revista Time una de las 100 mejores novelas en inglés publicadas entre 1923 y 2005, Cronenberg incluye referencias a otros escritos y vivencias personales de Burroughs. Novela extremadamente controvertida, por la inclusión de escenas de pedofilia y asesinato que motivó su censura durante años, la película es considerada un título de culto. Obtuvo un escaso recorrido comercial, debido al carácter singular y minoritario del proyecto, lo que no impidió que fuera reconocida con 13 premios y 18 nominaciones convirtiéndose una de las obras más condecoradas del director canadiense. La trama, metaficcional, muestra el proceso de creación de la novela por parte de Burroughs mezclando aspectos como la droga y creación, la vida y literatura, o la forma en que surge la escritura creativa.

"La cuestión de la mortalidad me viene a la mente constantemente. La dramatización de la muerte es algo muy físico. Mucha gente considera lo que hago horroroso, pero yo no encuentro nada de eso abominable. No sé por qué debemos horrorizarnos de nuestro cuerpo. Sólo nos ceñimos a estética exterior, pero no nos conocemos por dentro. Me fascina saber que en cada una de las partículas de nuestro cuerpo hay vida latiendo. Para mí, ir dentro del cuerpo es entrar en la paradoja espíritu-cuerpo."
David Cronenberg (Diario El País, 1993) 

Su siguiente proyecto fue M. Butterfly (1993), adaptación de la obra teatral homónima escrita por David Henry Hwang. Drama romántico ambientado en la década de 1960 la trama muestra la relación amorosa surgida entre un diplomático francés (interpretado por Jeremy Irons) y un cantante de ópera chino (encarnado por John Lone) a quien su gobierno encarga espiar. La historia está basada en el caso real surgido entre el diplomático Bernard Boursicot y el cantante de ópera Shi Pei Pu. Ofrecida inicialmente al director Peter Weir, Cronenberg se postuló ante el productor David Geffen mostrándole su interés ya que la historia aborda temáticas como la identidad, la metamorfosis, la construcción de una realidad alternativa o la ambigüedad sexual vinculadas a lo largo de su trayectoria. El rodaje tuvo lugar entre Pekín, Budapest y Toronto si bien la recepción comercial de la película no fue muy notable.

"La visión que doy es extrema. En términos sexuales, el uno se proyecta en el otro o en sí mismo. Así es como yo desearía que fuera el sexo, cuya importancia es insospechada.(...) Si uno tiene diferentes amantes, con cada una nos comportamos de forma diferente. En cada ocasión hay algo que emerge del mundo interior propio, de la cultura, del humor, del pasado. Además, en el campo del sexo y del amor, la tendencia a mezclar realidad y ficción es más fácil".
David Cronenberg (Diario El País, 1993) 

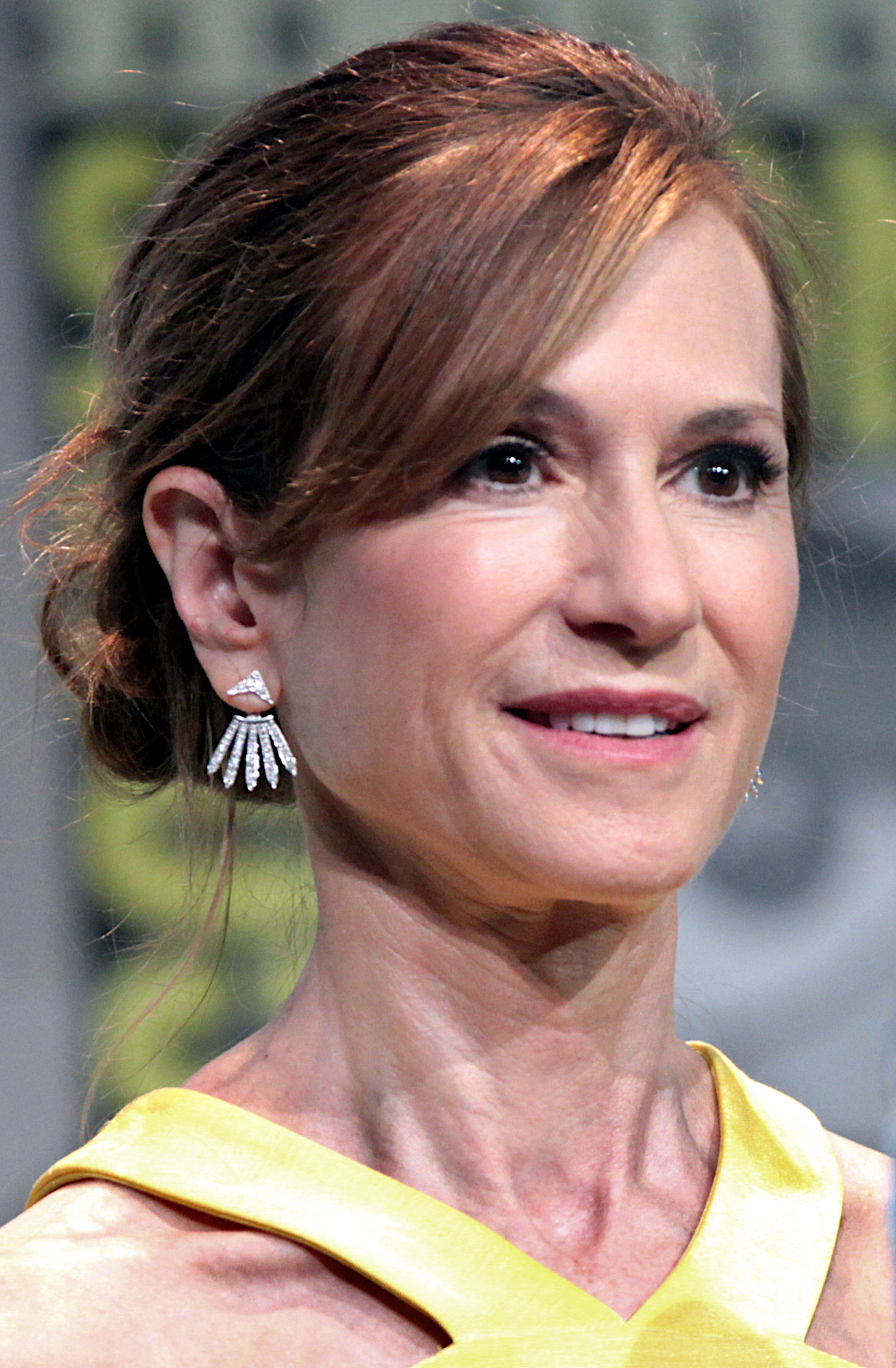
La actriz Holly Hunter

En Crash (1996) la trama muestra a un grupo de gente sinforófilos quienes, tras ser heridos en accidentes de tránsito, asumen sus traumatismos como "un fertilizante, en vez de un evento destructivo". Compleja adaptación de la novela homónima escrita por James Graham Ballard está interpretada por James Spader, Holly Hunter, Elias Koteas, Rosanna Arquette y Deborah Kara Unger en sus papeles principales. El proceso de producción, que resultó al final una coproducción franco-canadiense, comenzó a principios de la década y su rodaje efectivo tuvo lugar en Toronto. No obtuvo una masiva respuesta de público pero sí una calurosa acogida entre la crítica que le llevó a obtener 6 nominaciones, ser considerada película del año para la revista Cahiers du Cinéma o 9 premios incluido el premio del Jurado en el Festival de Cannes.
En 2006, Cronenberg habría manifestado que estaba molesto con Paul Haggis por haber elegido el mismo nombre para su galardonada película Crash (2004) declarando que no solo era éticamente incorrecto, sino también irritante.

"La prensa británica me ha bautizado como “el barón de la sangre”. Es curioso porque me siento muy atraído por la literatura británica, de hecho, ahora ruedo una adaptación de London Fields, de Martin Amis. Pero creo que lo que incita al furor es simplemente explorar el hecho real de la violencia, algo cuyo impacto no es agradable. Ni en el cuerpo humano ni en la sociedad. Mis películas no son kung-fu de moda y rodadas a cámara lenta para no perder detalle. No son nostálgicas, no tienen bandas sonoras elaboradísimas ni hacen homenajes a los años 70. Mis películas muestran la violencia tal y como es: horrible, rápida, brutal e impredecible. Y las consecuencias... horrendas".
David Cronenberg (El Cultural, 2005) 

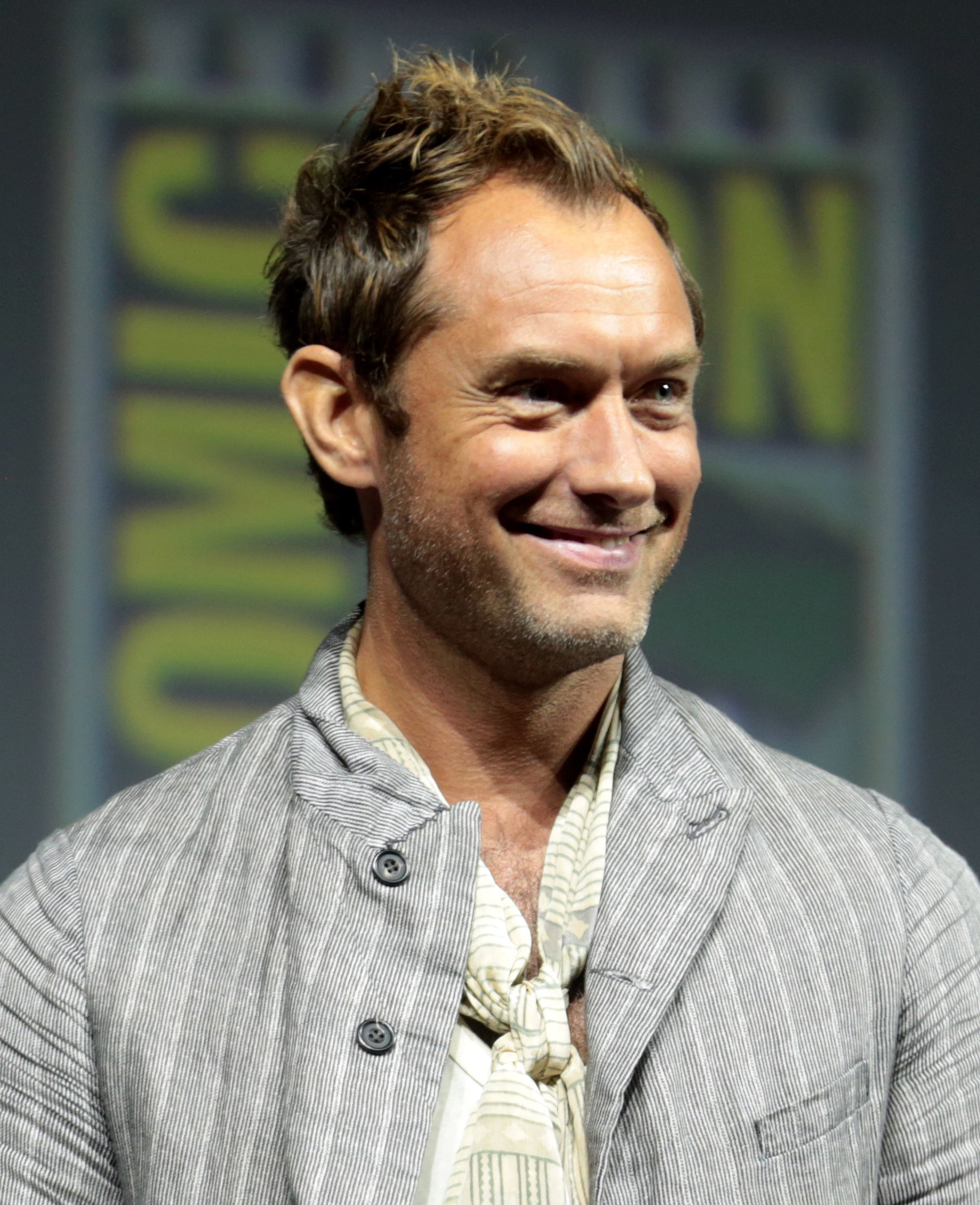
El actor Jude Law

Con la película de ciencia ficción eXistenZ (1999) Cronenberg realizó una adaptación no acreditada de la novela Los Tres Estigmas de Palmer Eldritch escrita por Philip K. Dick. Interpretada en sus papeles principales por Jennifer Jason Leigh, Jude Law, Ian Holm y Willem Dafoe el tratamiento que muestra sobre los videojuegos, la realidad virtual y las adicciones la han convertido en una de las cintas notables en la trayectoria del realizador a juicio de algunos críticos. La trama se centra en una desarrolladora de videojuegos virtuales que durante el testeo previo con doce personas de un nuevo videojuego será herida por un disparo. Este proviene de un fanático detractor que ha utilizado un arma artesanal casi absurda para emitir tal disparo. Una vez recuperada la desarrolladora deberá comprobar el videojuego junto con un represente de la empresa para quien trabaja. Ambos entrarán en un mundo virtual extraño que deberán escrutar para comprobar si algún tramo del mismo ha sido dañado durante el ataque.

"Realmente no hay sexo en eXistenZ excepto en un plano metafórico. Se presentó la oportunidad de incluir escenas de sexo y todos estábamos dispuestos a rodarlas. Pero a medida que la película evolucionó pensamos que desentonaría. Se alejaría del sexo metafórico, que es todo este enchufar y ese tipo de cosas. Eso es más interesante. Tiene más resonancia que si de repente vieras una escena de sexo desnudo y real en medio de todo eso, lo desequilibraría y casi lo invalidaría. Así que si esperas la película te dice gradualmente lo que quiere ser y tienes que seguir adelante".
David Cronenberg (contactmusic.com, 2009) 

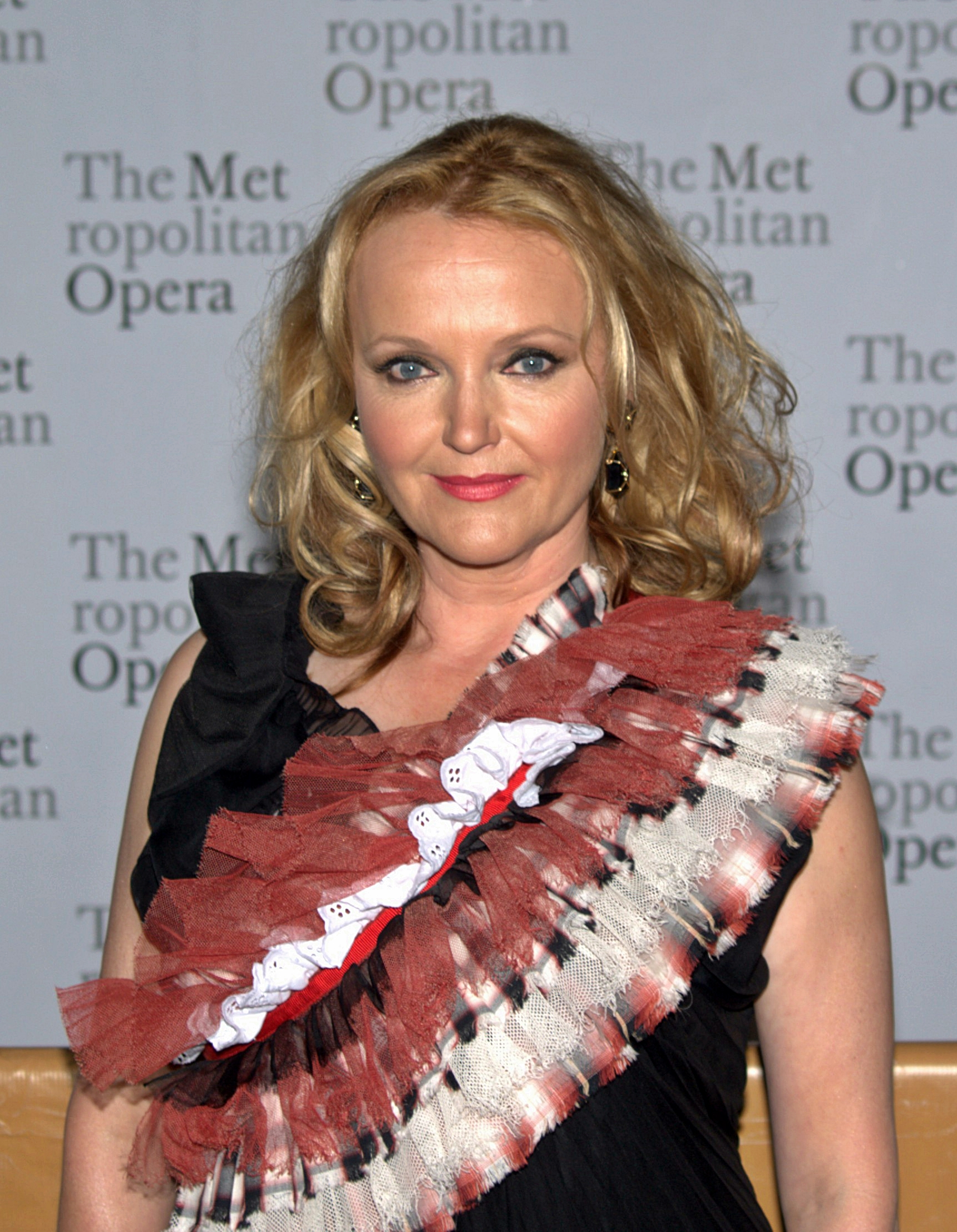
La actriz Miranda Richardson

Su siguiente proyecto, Spider (2002), es un suspenso psicológico protagonizado por Ralph Fiennes y Miranda Richardson. Basada en la novela homónima de Patrick McGrath, quien también se encargó de la adaptación del guion, la cinta se estrenó en el Festival de Cannes obteniendo críticas muy positivas pero no una buena acogida comercial. El crítico Roger Ebert la alabó señalando que "la cantidad de detalles que ofrece y el nivel de las interpretaciones es notable: da gusto ver a los artistas trabajando a este nivel. La historia es triste, fría y desesperanzadora". Ambientada en los años 1960 en el East End de Londres la trama se centra en Dennis "Spider" Cleg (Fiennes) liberado después de permanecer décadas en un sanatorio por su esquizofrenia. En su nueva residencia, retirándose en la escritura personal y la oscuridad de su vida, deberá enfrentarse a un trauma infantil que involucra a su padre abusivo (Gabriel Byrne), su madre asesinada (Miranda Richardson) y una prostituta que puede haberla reemplazado.

"Para mí, el cine es una fusión entre la tecnología y la mente humana. Cuando vemos una película, es tecnología.(...) mi última película, Spider, es una película expresionista en el sentido de que proviene del interior de la mente del protagonista, de forma que cuando lo vemos caminando por las calles de Londres, y las calles están vacías, tú sabes que nunca en la historia de Londres las calles han estado vacías. Pero en la película lo están. Así, el momento en que Spider se queda quieto en medio de la calle, es un momento muy expresionista, ya que no es lo que nosotros veríamos si estuviéramos allí, sino lo que siente Spider. Expresa su soledad, su incapacidad de comunicarse con los otros".
David Cronenberg (elbarrioantiguo.com, 2015) 

El thriller A History of Violence (2005) es una de las cintas de más alto presupuesto y con mayor recepción masiva que ha filmado hasta el momento. Él ha dicho que la decisión de dirigirla fue motivada por haber tenido que bajar su salario debido a la baja recaudación del filme Spider la cual ha resultado una de sus películas más aclamadas por la crítica.

"La violencia norteamericana tiene muchos rostros y se manifiesta de muchas formas: la genocida, la sancionada por los magnates y gobernadores, la de la frontera, la organizada, la de las mafias, la del honorable miembro de la comunidad que se ve obligado a usarla cuando su familia se ve atacada, la del vaquero... Lo que yo pretendo es mostrar los efectos traumáticos no sólo de utilizarla sino también de sus repercusiones. Es más significativa que la violencia misma, la importancia mítica que se le ha proporcionado. Y la manera en la que los políticos hacen uso de ella".
David Cronenberg (El Cultural, 2005) 

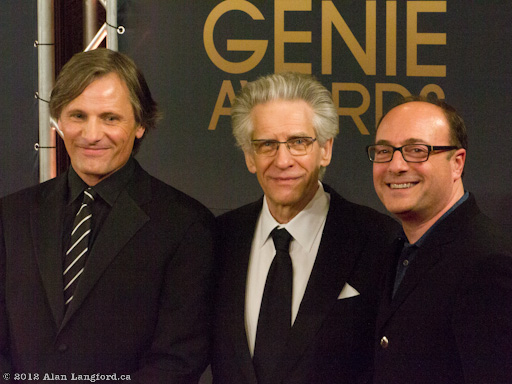
Viggo Mortensen, Cronenberg y Martin Katz en los Premios Genie 2012

Eastern Promises (2007), interpretada por Viggo Mortensen, Naomi Watts, Vincent Cassel y Armin Mueller-Stahl, es una película dramática que aborda la historia de una enfermera y matrona que desea descubrir la relación de una niña con la poderosa mafia rusa de Londres. Se trata de la primera ocasión en que Cronenberg filmó íntegramente fuera de Canadá lo cual generó comentarios positivos del director por el apoyo que encontró tanto en el equipo como en los productores de la cinta.

"Abordé (la vertiente homoerótica) con Vincent y el estaba completamente preparado para hacerlo. Ya había interpretado papeles gay anteriormente. Al principio Cassel pesaba que Kyrill  debía aproximarse a Nikolai como si fuera una figura paternal para el, algo que tangencialmente también es cierto. Sin embargo, cuando empezamos los ensayos y el rodaje, eso se transformó. Se convirtió en una relación de coqueteo. Puedes ver la manera en que el personaje de Nikolai manipula (a Kyrill) sin compasión utilizando la sexualidad para encandilarlo. Y eso estaba definitivamente en el guion".
David Cronenberg (filmcomment.com, 2007) 

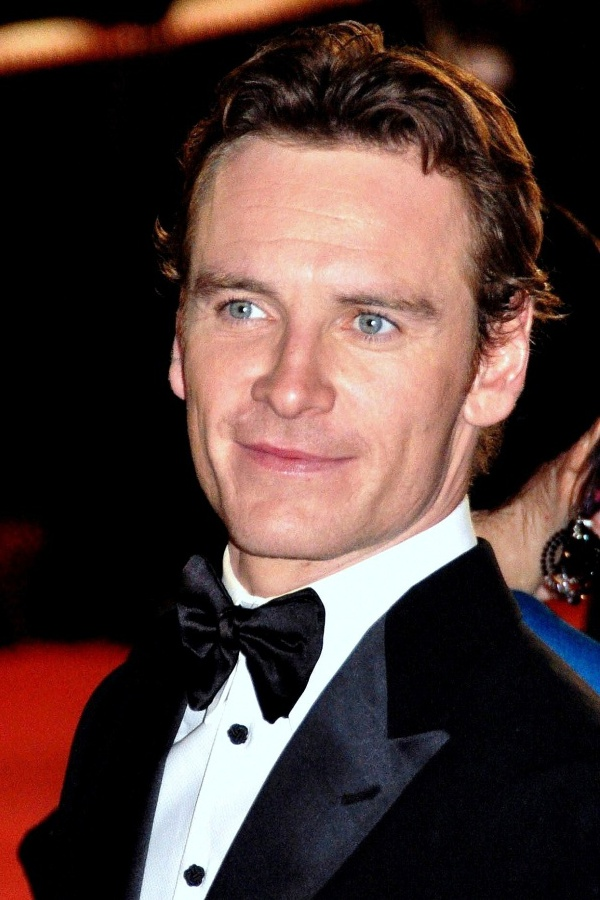
El actor Michael Fassbender

Posteriormente estrenó en el Festival Internacional de Cine de Venecia A Dangerous Method (2011) cuyo argumento gira alrededor de las relaciones profesionales y afectivas surgidas entre Sabina Spielrein, Carl Gustav Jung y Sigmund Freud. Sus protagonistas son Keira Knightley (Spielrein), Michael Fassbender (Jung) y Viggo Mortensen (Freud).

"Nunca me he psicoanalizado porque no creo que lo necesite. Sí conozco a gente que lo ha hecho, y a la que le ha ayudado mucho. También es importante incidir en que la película cuenta el inicio del psicoanálisis, y estaban todos los caminos abiertos, en plena investigación. Por ejemplo, podían preguntarse: ¿por qué no tener relaciones sexuales con un paciente?, ¿puede que sea terapéutico? Hoy ya sabemos que no es buena idea".
David Cronenberg (Diario El País, 2011) 

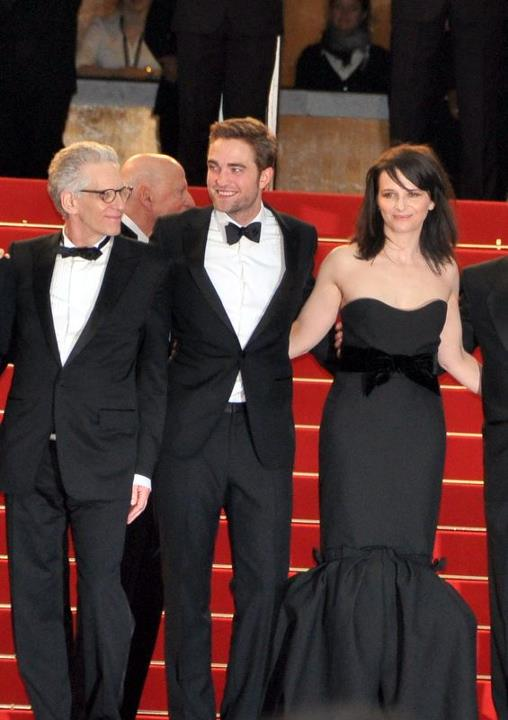
David Cronenberg, Robert Pattison y Juliette Binoche durante la presentación de Cosmopolis en el Festival de Cannes

Cosmopolis (2012), adaptación de la novela homónima de Don DeLillo, está interpretada por Robert Pattison, Juliette Binoche y Sarah Gadon. Un joven multimillonario, en un contexto de crisis social en la que el capitalismo está a punto de extinguirse, decide atravesar en su limusina la ciudad de Nueva York para dirigirse a su peluquería favorita. Durante el trayecto descubrirá que alguien quiere asesinarle mientras el caos se apodera de su imperio.

"En esta película todos los que interactúan con Eric (el personaje de Robert Pattinson), excepto tal vez Pastry el asesino (Mathieu Amalric), provienen del mismo lugar cultural, es decir, el mundo obsesivo del dinero y el mercado de divisas. Incluso el personaje de Paul Giamatti (que quiere matar a Eric). No es anticapitalista. Ama a Eric.(...) El enfoque de Paul hacia el personaje fue que está enamorado de Eric y es como un amante abandonado. Entonces todos son de esa misma microcultura".
David Cronenberg (filmcomment.com, 2012) 

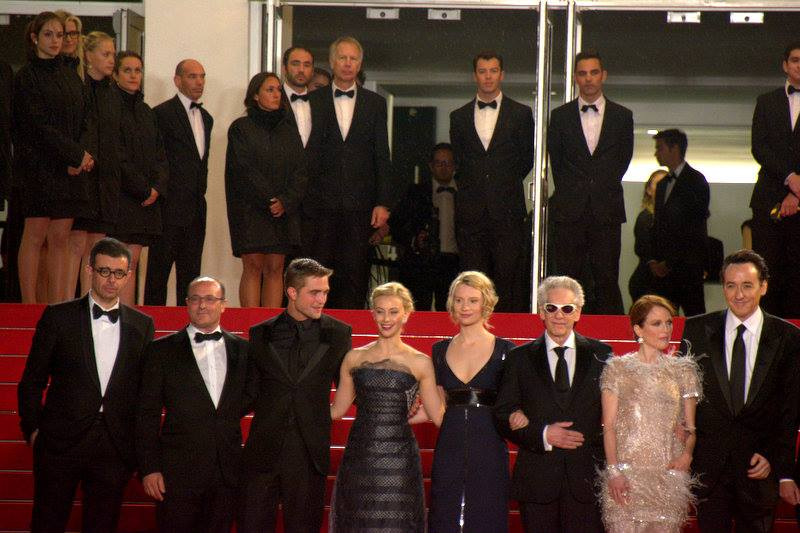
Reparto y equipo de Map to the Stars en el Festival de Cannes

Maps to the Stars (2014), interpretada por Julianne Moore, Robert Pattinson o John Cusack, es su penúltimo largometraje. Stafford Weiss, terapeuta y escritor de libros de autoayuda, tiene una mujer sobreprotectora, un hijo que es una antigua estrella de la TV en rehabilitación y una hija que acaba de salir del psiquiátrico. Su principal cliente es una famosa actriz a punto de interpretar el papel que hizo su madre en los años 60. El cineasta se concentró en la escritura hasta que regresó al cine con Crimes of the Future.

"He hecho una veintena de películas, pero soy incapaz de decir cómo surgen cuando llega el momento. Me parece algo tan inaudito ahora como cuando me limitaba a fantasear con ser cineasta. No sé si es porque ya he hecho muchas, o porque hacerlas se ha vuelto hoy insoportablemente difícil, o simplemente porque he vuelto a ser el novelista que pensaba que sería cuando era joven y ahora no se me ocurre pensar en otra cosa. La verdad es que trabajo en otra novela y no tengo ningún proyecto cinematográfico."
David Cronenberg (El País Semanal, 2016) 

El 24 de junio de 2022 se confirmó que se le galardonaría como Premio Donostia en el 70.º Aniversario del Festival de Cine de San Sebastián por su trayectoria profesional. Su paso por el festival coincidió con el estreno de su nuevo largometraje, Crimes of the Future (2022), que entró en competición en el Festival de Cannes y la crítica consideró una vuelta a los orígenes temáticos de Cronenberg. Cinta de terror y ciencia ficción interpretada por Viggo Mortensen, Léa Seydoux y Kristen Stewart en sus papeles principales no es una nueva versión de la película homónima que dirigiera en 1970 aunque ambas sí presentan puntos en común respecto de la "reproducción de órganos corporales", la evolución de la humanidad a una "nueva sexualidad" con nuevos conceptos estéticos relacionados con esta.

"No estaba seguro de si quería rodar más películas, quizás escribir otra novela, pero no tenía ganas de hacer películas. Llegó él y me dijo que si había leído este guion que intentamos hacer hace 20 años y nunca lo logramos. Le dije que creía que no era relevante ahora, porque la tecnología y la sociedad habían cambiado, pero él me dijo que lo volviera a leer porque creía que era más relevante que nunca. Así que lo leí y dije, 'es cierto, es realmente bueno y sigue siendo muy relevante".
David Cronenberg (eldiario.es, 22-09-2022) 

### Actor

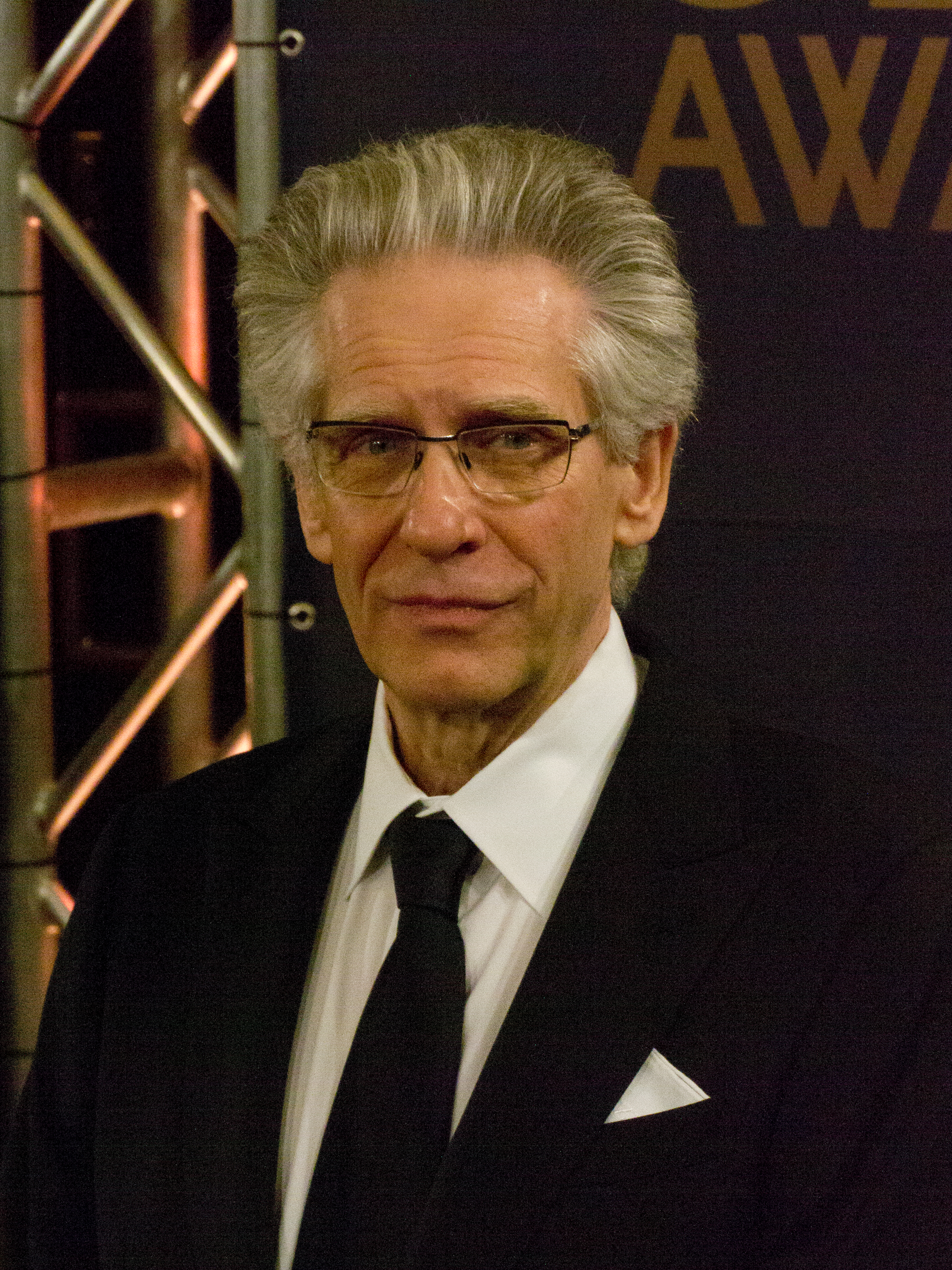
En 2012.

Cronenberg también ha aparecido como actor en películas de otros directores. La mayoría de sus papeles son cameos, como en Into The Night de su amigo John Landis (donde conoció a Jeff Goldblum a quien escogió como protagonista de The Fly) y en la serie televisiva Alias, aunque en alguna ocasión ha interpretado papeles principales, como en Nightbreed o Last Night. También aparece en el papel de un asesino a sueldo al final de la película industrial de Gus Van Sant To Die For y como sacerdote en Resurrección de Russell Mulcahy. 

"El arte, en su mayor parte, creo que realmente trata de la mortalidad, y también casi toda la religión se ocupa de la mortalidad, y por eso inventamos la inmortalidad. La religión, desde mi punto de vista, es la invención de la inmortalidad para no tener que enfrentarnos a la realidad de la muerte. Para mí se es más valiente aceptar el contrato tal como es, claramente".
David Cronenberg (elbarrioantiguo,com, 2015) 

En las películas que ha dirigido Cronenberg no ha interpretado ningún papel relevante aunque sí se ha visto fugazmente entre la multitud de obsesos sexuales en Shivers, en una breve aparición como ginecólogo en The Fly y una parte hablada, fuera de plano, como un aparcacoches en Crash.

"Si hablamos de predecir hacia dónde va el cine, no estoy tan seguro de que la narratividad, el contar historias, vayan a desaparecer completamente. Parece existir en los seres humanos un deseo de relatos, historias con un planteamiento, un nudo y un desenlace. Y creo que tiene su origen en la vida: primero somos jóvenes, luego mayores, luego ancianos, y finalmente morimos, y ahí se acaba la historia. Creo que en nosotros hay un deseo de repetirnos a nosotros mismos esta historia constantemente, de muchas maneras diferentes. Muchas de mis películas se acaban con la muerte del héroe, lo cual en cierto modo es una historia perfecta. De manera que no estoy de acuerdo con Greenaway en que las películas abstractas o basadas puramente en imágenes vayan a convertirse en el cine más importante del futuro".
David Cronenberg (elbarrioantiguo.com, 2015) 

### Escritor
En 2016 se publicó su primera novela, titulada Consumidos, en la que dos periodistas gráficos poco escrupulosos y un tanto ingenuos, Naomi y Nathan, se adentran en una turbia aventura. Los temas, como la violencia o el desenfreno sexual, ya han sido abordados previamente en su trayectoria.

"Un tema subyacente en todas mis películas es que mis personajes buscan un significado, unas veces mediante el crimen y la violencia, otras mediante la aventura científica, otras mediante la filosofía. Yo creo que el sentido de la vida es la vida misma, y eso es razón suficiente para seguir viviendo de manera productiva. No hay ninguna necesidad de suicidarse."
David Cronenberg (El País Semanal, 2016) 

## Estilo
Las películas de Cronenberg cuentan con un equipo de colaboradores clave. En su práctica totalidad las bandas sonoras han sido compuestas por el compositor Howard Shore.

"Howard y yo nos conocemos de niños en Toronto y empezamos juntos nuestras carreras. Tenemos muchas referencias en común. Y eso es importante porque es difícil hablar de la música. Tenemos un conocimiento común muy profundo. Shore ha estado en prácticamente todas mis películas"
David Cronenberg (Diario El País, 2011) 

Otros colaboradores regulares incluyen a su hermana, la diseñadora de vestuario Denise Cronenberg, al actor Robert Silverman, al director de arte Carol Spier, al editor Ronald Sanders, al editor de sonido Bryan Day y, de 1979 a 1988, el director de fotografía Mark Irwin. Desde Dead Ringers (1988) ha trabajado con el director de fotografía Peter Suschitzky. Cronenberg ha dicho repetidamente que el trabajo de Suschitzky en Star Wars: Episodio V - El Imperio contraataca (1980) la hizo la más hermosa película de ciencia ficción que haya visto, lo cual fue un factor que lo motivó a invitarlo a trabajar en Dead Ringers.

"Mi montador monta el filme mientras estoy rodando. Una semana después de acabar el rodaje voy a ver lo que llamamos 'ensamblaje' y luego hago el director's cut. En Un metodo peligroso tardamos una semana en hacer mi director's cut. En Cosmopolis dos días. Trabajo con el mismo montador desde hace años."
David Cronenberg (Diario El País, 2011) 

A la par de la lealtad que muestra con sus colaboradores clave, Cronenberg continúa siendo un cineasta de tierra canadiense incondicional, ya que casi todas sus películas –incluyendo las de grandes estudios hollywoodenses The Dead Zone y The Fly– han sido filmadas en su provincia natal de Ontario (con excepción de M. Butterfly y Spider, las cuales fueron filmadas en su mayor parte en China e Inglaterra, respectivamente, así como de Rabid, que aunque fue filmada en Canadá, sus locaciones fueron en los alrededores de la ciudad de Montreal). Sus películas recientes han sido financiadas, al menos parcialmente, por Telefilm Canada y Cronenberg es un partidario de que los proyectos fílmicos sean apoyados por los gobiernos, argumentando que "cada país necesita un sistema de fondos gubernamentales con el fin de tener un cine nacional frente a Hollywood".

"Todavía no me siento capaz de mirar atrás y repasar mi trayectoria. Puede que nunca lo logre. Pero, en términos muy generales, aún no puedo separar mis juicios de las opiniones que muchos críticos han emitido a lo largo de casi 50 años, sobre todo en lo relativo a mis temas y mis presuntas obsesiones (siempre he dicho que no soy un obseso, sino simplemente un curioso). Aún no estoy seguro de lo que significa en el fondo un ser humano y me dedico a tratar de averiguarlo."
David Cronenberg (El País Semanal, 2016) 

Respecto al cambio en la forma de distribución o en propio desarrollo de la industria cinematográfica, con motivo de su presencia en San Sebastián en 2022, Cronenberg afirmó defender el desarrollo de las plataformas de streaming y la facilidad con que la gente puede conocer y compartir contenidos audiovisuales. Lejos de considerar las salas de cine como "templos", con valores como la experiencia de compartir con centenares de personas la proyección de una película, afirmó no compartir lo que consideraba una visión nostálgica y una forma vieja forma de experimentar el cine.

"Me gusta cómo se han desarrollado las cosas, porque yo hace muchos años que no voy al cine. Prefiero experimentar el cine en casa. Creo que la tecnología tiene su propia evolución y que la combinación de COVID y Netflix ha cambiado el cine para siempre. Realmente creo que no hay vuelta atrás. Así que creo que habrá algunos cines que muestren grandes películas de acción, como películas de superhéroes y para niños, y la gente a la que le gusten esas películas irá, pero no habrá muchos cines así. Habrá algunos cines pequeños que mostrarán algunas películas de arte y ensayo, pero tendrán muchos problemas para competir con el streaming. La idea de una iglesia comunitaria, de la experiencia de mil personas viendo una película juntos, es una experiencia interesante, pero no creo que sea la mejor experiencia cinematográfica. Sé que mucha gente piensa así sobre el pasado, pero creo que lo están idealizando, porque tener a mil personas comiendo palomitas y mirando el móvil no me parece una experiencia tan buena, la verdad. Así que creo que el streaming es el futuro. Realmente creo que lo es y que sigue siendo cine. No creo que sea la muerte del cine, pero sí que podría ser la muerte de la vieja forma de experimentar el cine."
David Cronenberg (eldiario.es, 22-09-2022) 

## Filmografía

### Largometrajes
- Stereo (1969)
- Crimes of the Future (1970)
- Shivers (Vinieron de dentro de... / Parásitos asesinos) (1975)
- Rabid (Rabia) (1977)
- Fast Company (Tensión en el circuito) (1979)
- The Brood (Cromosoma tres / El engendro del diablo) (1979)
- Scanners (Telépatas: Mentes destructoras) (1981)
- Videodrome (1983)
- The Dead Zone (La zona muerta) (1983)
- The Fly (La mosca) (1986)
- Dead Ringers (Inseparables) (1988)
- Naked Lunch (El almuerzo desnudo) (1991)
- M. Butterfly (1993)
- Crash (Extraños placeres) (1996)
- eXistenZ (1999)
- Spider (2002)
- A History of Violence (Una historia de violencia) (2005)
- Eastern Promises (Promesas del Este) (2007)
- A Dangerous Method (Un método peligroso) (2011)
- Cosmopolis (2012)
- Maps to the Stars (Polvo de estrellas) (2014)
- Crimes of the Future (2022)
- The Shrouds (2024)[99]

### Cortometrajes y episodios de TV
- Transfer (1966, cortometraje)
- From the Drain (1967, cortometraje)
- Tourettes (TV) (1971)
- Secret Weapons (TV, episodio de la serie Programme X) (1972)
- The Victim (TV, episodio de la serie Peep Show de la CBC) (1975)
- The Lie Chair (TV, episodio de la serie Peep Show de la CBC) (1975)
- The Italian Machine (TV, episodio de la serie Teleplay de la CBC) (1976)
- Camera, episodio de Short 6 (2001)
- At the Suicide of the Last Jew in the World in the Last Cinema in the World, episodio de Chacun son cinéma (2007)

### Intervenciones como actor
- Into the Night (1985)
- Nightbreed (1990)
- To Die For (1995)
- Last Night (1998)
- Resurrection (1999)
- Jason X (2001)
- Alias Grace (2017)
- Star Trek: Discovery (2020-2024)

## Premios y distinciones
Festival Internacional de Cine de Cannes
| Año  | Categoría                  | Película | Resultado |
| ---- | -------------------------- | -------- | --------- |
| 1996 | Premio Especial del Jurado | Crash    | Ganador   |

Festival Internacional de Cine de Venecia
| Año  | Categoría                    | Resultado |
| ---- | ---------------------------- | --------- |
| 2018 | León Dorado a la trayectoria | Ganador   |

Festival Internacional de Cine de San Sebastián
| Año  | Categoría       | Resultado |
| ---- | --------------- | --------- |
| 2022 | Premio Donostia | Ganador   |